# Magyar Nemzeti Tanács (Vajdaság)
A Magyar Nemzeti Tanács (MNT, szerbül Национални савет мађарске националне мањине) a vajdasági magyarság országos kisebbségi önkormányzati szerve, amely törvényben szabályozott keretek között a nyelvhasználat, az oktatás, a tájékoztatás és a kultúra kérdéseiben képviseli a magyar nemzeti közösséget, részt vesz a döntéshozatali eljárásokban, egyes kérdésekben – mint például a magyarok által is jelentős számban lakott települések hivatalos magyar elnevezése – döntéshozatali jogkörrel rendelkezik, valamint intézményeket alapíthat.

## Törvényes alap
A „Jugoszláv Szövetségi Köztársaság” (vagyis a „második”, föderatív Jugoszlávia 1991-92-es széthullásával Szerbiára és Montenegróra zsugorodott államszövetség) Szövetségi Képviselőháza 2002. február 26-án fogadta el a nemzeti kisebbségek jogainak és szabadságának védelméről szóló törvényt.
A Kisebbségvédelmi törvény értelmében az állam az egyes kisebbségek nemzeti tanácsainak igényeit szem előtt tartva, azokra közhatalmi jogosítványokat ruházhat át megfelelő pénzeszközök biztosítása mellett. A nyelvhasználat, az oktatás, a tájékoztatás és a kultúra területét érintő döntések meghozatala előtt az állami, a tartományi és az önkormányzati szervek kötelesek kikérni a nemzeti tanácsok véleményét.
A nemzeti tanácsok választásáról szóló külön törvény elfogadásáig azok megválasztása a Szövetségi Kisebbségügyi Minisztérium Szabályzata alapján közvetett módon, elektorok útján történt. A kéttagú államszövetség 2006-os felbomlása után a Kisebbségügyi Minisztérium jogköre a Szerb Köztársaságban a 2008-ban megalapított Emberi és Kisebbségi Jogok Minisztériumára szállt át.
A szerb képviselőház 2009. augusztus 31-én hozta meg a 2002 óta szándékolt Nemzeti kisebbségek nemzeti tanácsairól szóló törvényt, amely a korábbinál részletesebben szabályozza a nemzeti tanácsok alapításának, illetve tagságuk megválasztásának feltételeit, finanszírozásuk módját és az ország politikai rendszerében elfoglalt helyüket. Az utóbbiban jelentős változás nem észlelhető.
Az új törvény szerint az egyes nemzeti tanácsok megalapításáról maguk a kisebbségek döntenek, akárcsak arról, hogy közvetlen vagy közvetett választások útján kívánják-e megválasztani azok tagjait. A közvetlen választásokhoz azonban nemzeti kisebbségi választói különnévjegyzék felállítására van szükség. Ennek feltétele az, hogy a – konkrét esetben a magyar – kisebbség 2002-es népszámlálási adataihoz képest 20 százalékkal csökkentett létszámának legalább fele önként feliratkozzék. A vajdasági magyarság esetében tehát mintegy 120 ezer szavazó aláírására lesz szükség.

## Története

### Előzmények
1999. augusztus 20-án Szabadkán – még Slobodan Milošević uralma idején és az említett törvényes keretek és állami felhatalmazások nélkül – megalakult az Ideiglenes Magyar Nemzeti Tanács. Ez a testület az MNT elődjének tekinthető.

### Alapítási vita
Az MNT megalakításának módjával nem értett egyet minden vajdasági magyar párt. Mivel az elektorok között túlnyomó többségben voltak a Vajdasági Magyar Szövetség (VMSZ) képviselői, azok a pártok, amelyek csak sokkal kevesebb képviselővel rendelkeztek, vagy egyáltalán nem volt választott képviselőjük, azt szorgalmazták, hogy az MNT tagjait közvetlen szavazással, csak a magyar választópolgárok névjegyzéke alapján válasszák meg. Az etnikai alapú választói jegyzéknek az összeállítása azonban a 2009-ben meghozott törvényig politikai korlátokba ütközött.

### Megalakulás
A 35 tagú Magyar Nemzeti Tanács a Szövetségi Kisebbségügyi Minisztérium szabályzata alapján 2002. szeptember 21-én megtartott elektori gyűlésen került megválasztásra. Az elektorok azok az általános választásokon – szövetségin, köztársaságin, tartományin vagy helyi önkormányzatin – mandátumot nyert képviselők, akik magyar pártok színeiben indultak.
A Magyar Nemzeti Tanács 2002. október 19-én tartotta első, alakuló ülését, elfogadta a testület alapszabályát és ügyrendjét, megválasztotta elnökét, alelnökeit és jegyzőjét. Az MNT végrehajtó szervének, az Intéző Bizottságnak, valamint szakmai bizottságainak a felállítására a Tanács második ülésén, 2002. december 6-án került sor.

### Vita a 2009-es törvényről
A 2009. augusztus 31-én meghozott törvény részletezte ugyan a nemzeti tanácsok jogkörét, de nem bővítette azokat jelentősen a korábbi helyzethez képest. Ezért egyes vajdasági magyar pártok már a parlamenti vita szakaszában elítélték a készülő törvényt, és felszólították a VMSZ parlamenti képviselőit, hogy ne szavazzák azt meg. A Vajdasági Magyar Szövetség vezetősége azonban kedvező fejleménynek ítélte a törvényt és hozzájárult annak parlamenti meghozatalához – úgy az előkészítés idején, mint a végső szavazáskor.
A törvény meghozatala után Pásztor István VMSZ-elnök 2009. szeptember 18-ára széles körű tanácskozást hívott össze Zentán, amelyre meghívta minden bejegyzett magyar párt, a civil szervezetek és a történelmi egyházak képviselőit, valamint egyes független értelmiségieket. A fontosabb meghívottak közül egyedül Ágoston András és pártja, a Vajdasági Magyar Demokrata Párt (VMDP) nem képviseltette magát. A részvevők Pásztorral az élen heves bírálatnak vetették alá az MNT addigi munkáját, de túlnyomó többségük úgy vélte, hogy az új törvény fogyatékosságai ellenére is élni kell a lehetőségekkel és létre kell hozni a nemzeti kisebbségi választói különnévjegyzéket, hogy az MNT következő összetételét közvetlen szavazáson választhassa meg a vajdasági magyarság.
A törvény ellenzői ennek ellenére azonnali törvénymódosítást követelnek, amelynek során szerintük a nemzeti tanácsokat az állami szervekre is kötelező érvényű döntéshozatali joggal kellene felruházni. Különnévjegyzék helyett szerintük nemzeti szűrőt kellene alkalmazni az állami választói névjegyzékben szereplő választópolgárok nemzeti hovatartozásának eldöntésére, hogy ne kelljen külön névjegyzéket létrehozni, amit a polgárok egy része esetleg veszélyforrásként vagy politikai nyomásként élhet meg.

### Választások
- 2018-as magyar nemzeti tanácsi választás
- 2014-es magyar nemzeti tanácsi választás
- 2010-es magyar nemzeti tanácsi választás

Az MNT vezető politikai ereje 2010 óta a VMSZ.

### Elnökök
- 2002–2010: Józsa László
- 2010–2014: ifj. dr. Korhecz Tamás
- 2014–2022:  Hajnal Jenő
- 2022–jelenleg: Fremond Árpád

## Szervezeti felépítése

### Szervei és összetétele (2002–2009)
- Elnök (Józsa László)
- 3 alelnök (Bányai János, Böröcz József, Szombathy Zoltán)
- Jegyző (Varga László)
- Intéző Bizottság (elnöke Pásztor Bálint)
- Szakmai bizottságok
  - Oktatási
  - Tájékoztatási
  - Nyelvhasználati
  - Kulturális
  - Pénzügyi és gazdasági
- Konzultatív testületek
  - Egyházi Tanács
  - Önkormányzati Vezetők Fóruma

### Intézményei
- Magyar Szó Lapkiadó Kft.
- Hét Nap Lapkiadó Kft.
- Szekeres László Alapítvány
- Vajdasági Magyar Művelődési Intézet Kft.

## Költségvetése
Az MNT működését a szerb és a magyar kormány egyaránt támogatja anyagilag, 2010–2014 között 32-68% arányban. Magyarországról kb. 2 milliárd forint, Szerbiából pedig 2 millió 652 ezer euró érkezett ebben az időszakban.